# كيد كوزميك
كيد كوزميك  هو مسلسل تلفزيوني أمريكي للرسوم المتحركة يركز الأبطال الخارقين . تم إنشاؤه بواسطة جريج مكراكين وإنتاج داخلي بواسطة نيتفلكس الرسوم المتحركة ، وتم إصداره في 2 فبراير 2021 على نيتفلكس .  العرض هو الأول من إبداعات مكراكين التي تحتوي على تنسيق متسلسل وغزوته الثانية في نوع الأبطال الخارقين منذ أن أنشأ سابقًا فتيات القوة .  

## روابط خارجية
- كيد كوزميك  في قاعدة بيانات الأفلام على الإنترنت (بالإنجليزية)